# PSIS Semarang
PSIS Semarang, oft auch nur PSIS genannt, ist ein indonesischer Fußballverein aus Semarang.

## Geschichte
PSIS wurde 1932 gegründet. Bis zur Einführung der Indonesia Super League 1994 spielte der Club in der Amateurliga des Landes. 1987 konnte Semarang die Meisterschaft des Landes gewinnen, 1999 folgte ein weiterer Meistertitel, diesmal in der Indonesia Super League. Nach einem Abstieg 2000 folgte der direkte Wiederaufstieg 2001. 2005 belegte PSIS den dritten Tabellenrang, 2006 wurde man Zweiter hinter Persik Kediri. 2009 stieg der Verein in die zweitklassige Premier Division ab. Nach insgesamt acht Jahren unterklassigem Fußballs konnte 2017 dann endlich wieder der Aufstieg in die höchste Spielklasse erreicht werden.

## Erfolge
- Indonesischer Meister:
  - 1987, 1999[1]

## Asienpokalbilanz
| Saison    | Wettbewerb              | Runde    | Gegner                  | Hinspiel | Rückspiel |
| --------- | ----------------------- | -------- | ----------------------- | -------- | --------- |
| 1999/2000 | Asian Club Championship | 1. Runde | Suwon Samsung Bluewings | 2:3 (H)  | 2:6 (A)   |

## Erläuterungen / Einzelnachweise
1. ↑  rsssf.org: Liste der Meister Indonesiens